# József Bencsics
József Bencsics est un joueur de football hongrois né le 6 août 1933 à Szombathely et mort le 13 juillet 1995. Il évoluait au poste d'attaquant.

## Biographie

### En club
Avec le club d'Újpest FC, il est sacré champion de Hongrie en 1960, et dispute 3 matchs en Coupe d'Europe des clubs champions lors de la saison 1960-1961.

### En équipe nationale
Il reçoit 8 sélections en équipe de Hongrie entre 1957 et 1958.
Il joue son premier match en équipe nationale le 16 juin 1957 contre la Suède et son dernier le 23 novembre 1958 contre la Belgique.
Il dispute la Coupe du monde 1958 avec la sélection hongroise. Lors de la compétition, il dispute deux matchs, et inscrit à cette occasion son seul but sous le maillot national, lors du match contre le Mexique, le 15 juin.

## Palmarès
- Champion de Hongrie en 1960 avec l'Újpest FC